# Chalukya de Vatapi

L'imperi Chalukya de Vatapi

Els Chalukya foren una dinastia índia que va governar l'altiplà del Dècan durant més de 600 anys. Durant aquest període, es van fraccionar en tres dinasties estretament relacionats, però diferents: els "Chalukya de Vatapi" o de Badami (també anomenats "Primers Chalukya"), que van governar entre els segles vi i viii, i les dues dinasties germanes, els "Chalukya de Kalyani" (també anomenats Chalukya occidentals o "Chalukya posteriors") i els "Chalukya de Vengi" (també anomenat Chalukya Orientals).

## Història dels primers Chalukya
Al segle vi, amb la decadència de la dinastia Gupta i els seus successors immediats al nord de l'Índia, grans canvis van començar a ocórrer a la zona sud de les muntanyes Vindyes - Deccan i Tamilaham. L'era dels petits regnes havia donat pas a grans imperis en aquesta regió. La dinastia Chalukya va ser establerta per Pulakeshin I el 543. Pulakeshin va posar Vatapi (Badami al modern districte de Bagalkot, Karnataka) sota el seu control i la va convertir en la seva capital. Pulakeshin I i els seus descendents són coneguts com a "Chalukyas de Vatapi". Van governar un imperi que comprenia tot el modern estat de Karnataka i la major part d'Andhra Pradesh al Dècan.
Pulakeshin II, anomenat abans de ser coronat com Ereya, va aconseguir el control de tot el Dècan i és potser l'emperador més conegut de la dinastia de Vatapi o Badami. Se'l considera un dels reis més notables en la història de l'Índia. Les seves reines van ser princeses de la dinastia Alupa de Canara del Sud i de la dinastia Ganga Occidental de Talakad, clans amb qui els Chalukya van mantenir una estreta relació familiar. Pulakeshin II va estendre l'Imperi Chalukya fins a la part nord del regne Pal·lava i va aturar l'expansió al sud de l'imperi de Harsha, derrotant-lo a la vora del riu Narmada. A continuació, va derrotar els Vishnukundins al sud-est del Dècan. El sobirà Pal·lava Narasimhavarman va revertir aquesta victòria el 642 atacant i ocupant temporalment Badami (Vatapi). Es presumeix que Pulakeshin II, "el gran heroi", va morir en combat.
La dinastia Chalukya va entrar en un breu descens després de la mort de Pulakeshin II a causa de disputes internes quan Badami va ser ocupada pels Pal·laves per un període de tretze anys. Es va recuperar durant el regnat de Vikramaditya I, que va aconseguir empènyer els pal·laves fora de Badami i restaurar l'ordre a l'imperi. Vikramaditya va portar el títol de "Rajamalla" (literalment "Sobirà dels Malles" o pal·laves). El govern de trenta-set anys del rei Vijayaditya (696-733) va ser pròsper i és conegut per l'activitat en la construcció de temples.
L'imperi va arribar al seu punt més alt durant el govern de l'il·lustre Vikramaditya II (733-744), qui és conegut no només per les seves repetides invasions del territori de Tondaimandalam i les seves posteriors victòries sobre el pal·lava Nandivarman II, sinó també per la seva benevolència envers el poble i els monuments de Kanchipuram, la capital Pal·lava. Va venjar la humiliació sotmesa pels Txalukoes a mans dels Pal·laves feia gairebé un segle i va gravar una inscripció en kannada a la columna de la victòria del temple de Kailasanatha. Durant el seu regnat intrusos àrabs del califat omeia van envair el sud de Gujarat, que estava sota el domini dels Chalukya però els àrabs van ser derrotats i expulsats per Pulakesi, un governador de Chalukya de Navsari. Més tard els Chalukya van envair els altres regnes tradicionals del país Tàmil: els regnes dels Pandyes, Coles i Cheres, a més de sotmetre a un governant Kalabhra. L'últim rei Chalukya, Kirtivarman II, va ser deposat pel rei Rashtrakuta, Dantidurga, el 753.
En el seu apogeu, els Chalukya van governar un vast imperi que s'estenia des del Kaveri al sud fins al Narmada al nord.

## Reis
- Pulakesin I (550-566)
- Kirtivarman I (566-597)
- Mangalesa (597-609)
- Pulakesin II (609-642)
- Vikramaditya I (642-681)
- Vinayadityas (681-693)
- Vijayaditya (693-733)
- Vikramaditya II (733-744)
- Kirtivarman II (744-753)